# Ladyland
Ladyland var en svensk rockgrupp, aktiva under slutet av 1980-talet och början av 1990-talet. Gruppen hette tidigare Roquettes, men blev på grund av varumärkeskydd hos den svenska popduon Roxette tvungna att byta namn. 
Bland bandets kända medlemmar märks Tina Ahlin på klaviatur och i kör och gitarristen Barbro Lindkvist. Gith Andersson spelade bas och körade.
Ladyland gav 1990 ut albumet In Phase.

## Medlemmar (urval)
- Tina Ahlin – sång, keyboard, munspel[1]
- Barbro Lindkvist – gitarr
- Gith Andersson – basgitarr
- Anna Drangel – gitarr, keyboard, sång[2]
- Lotta Partapuoli – gitarr
- Irene Tuomainen – keyboard
- Annika Orwal – sång
- Anette Part – trummor, slagverk
- Susanne Gustavsson  – keyboard, sång[3]
- Justina Lakin – trummor[3]

## Diskografi
Studioalbum
- 1990 – In Phase (CD, LP City Records)

Singlar
- 1989 – "Don't Push Me" / "Red Without Heat" (7" vinyl, City Records)
- 1990 – "Wanna Hold You" / "I Get so Angry" (7" vinyl, City Records)
- 1990 – "Get It On" / "Got to be Love" (7" vinyl, City Records)